# Томислав Мерчеп
Томислав Мерчеп (Борово насеље, 28. септембар 1952 — Загреб, 16. новембар 2020) био је хрватски политичар и ратни заповедник, осуђен за ратне злочине над српским цивилима током рата на територији Републике Хрватске.

## Биографија
Основну школу је завршио у родном Борову насељу, а средњу и Вишу грађевинску школу у суседном Вуковару. Пре него што је ступио у Хрватску демократску заједницу, радио је као грађевински инжењер. Као кандидат ХДЗ-а је на првим вишестраначким изборима 1990. ушао у вуковарску градску владу и постао секретар народне одбране. Како је рат почео да се интензивира, Мерчеп је био међу локалним хрватским званичницима који су оснивали паравојне јединице. 10. марта 1991. године постројава више од 2.000 Хрвата у селу Богдановци од којих је већина узела оружје. После гласина о специфичним испитивањима у подруму Полицијске управе и тајанственим нестанцима људи, средином августа га је ухапсила група његових сарадника, али је ускоро пуштен и с породицом је прешао у Загреб, где је био на саветник министра унутрашњих послова и заповедник специјалне полицијске јединице и која је учествовала у борбама на разним бојиштима.
Неки од припадника те јединице су касније ухапшени и признали су учешће у убијању српских цивила. Међутим, касније су те оптужнице одбачене због процедуралних грешака и председник Фрањо Туђман их је одликовао.
Пошто је у августу 1992. поражен на изборима за Заступнички дом Сабора, годину дана касније успео је ући у Жупанијски дом. Мерчепов политички пад је почео на Трећем сабору ХДЗ-а, када га је председник Туђман оптужио за стварање тајних терористичких организација. Ускоро је Мерчеп иступио из ХДЗ-а, а 3. марта 1997. је дао оставку на место саветника у Министарству унутрашњих послова. Незадовољан листама ХДЗ-а за изборе у Подунављу саставио је своју листу с којом осваја два мандата у вуковарској скупштини. Нешто касније Мерчеп је основао властиту странку — Хрватску пучку странку (ХПС).
Током 1990-их, хрватски медији који су објављивали оптужбе против Мерчепа, највише Ферал трибјун, су морали да плате казне пошто су изгубили парнице за клевету. Дана 1. септембра 1997. Ферал трибјун је објавио признање Мира Бајрамовића, члана паравојне јединице "Јесење кише". Бајрамовић је у том чланку експлицитно навео Мерчепа као свог заповедника одговорног за многа убиства и друге злочине као што је мучење који су припадници јединице, укључујући и њега лично, починили у Госпићу, Пакрачкој Пољани и Сланом. Мерчеп је истог дана приведен у истражни затвор, а следећег дана су и тројица припадника те јединице. Мерчеп је порекао оптужбе.
Исте године у Ферал трибјуну појавио и апел који је Марин Видић Били, бивши представник Владе Републике Хрватске за Вуковар у августу 1991. године упутио највишим представницима тадашње власти (председнику Републике, премијеру, министрима одбране и полиције), али и неколицини опозиционих посланика (Ивици Рачану, Савка Дабчевић-Кучар, Дражену Будиши и Марку Веселици) упозоравајући на деловање одреда под заповедништвом Томислава Мерчепа.
Мерчеп се кандидовао на хрватским председничким изборима 2000. и завршио је као шести.
Дана 11. децембра 2010. године је ухапшен у Загребу због сумње да је лично и посредно преко своје јединице учествовао у убиствима и мучењу цивила 1991. на подручју Пакрачке пољане, Загреба, Вуковара и Госпића.
Његово привођење у загребачку полицију спроведено је по захтеву Жупанијског државног тужилаштва неколико дана пошто је на одељењу судске медицине у Загребу идентификовано четрдесетак тела ексхумираних на подручју Пакрачке пољане и других делова Хрватске за чије се ликвидације сумњичи јединица којом је Мерчеп руководио.
Истрага за ове злочине која је вођена пред судом у Хагу до 2006. године је препуштена хрватском правосуђу, па је оно, према речима Ивана Звонимира Чичка, председника Хрватског хелсиншког одбора, морало да достављени материјал прилагоди својим законима.
Против њега је подигнута оптужница због ратног злочина против цивила којом се по командној одговорности терети за ратни злочин убиства 43 особе, међу којима је троје чланова српске загребачке породице Зец. 10. јуна 2011. године му је продужен притвор.
Мерчеп се терети за противзаконито одвођење српских цивила на Загребачки велесајам (у оквиру кога је током 1991. године постојао логор), затим одвођење цивила са ширег подручја Пакрачке пољане, њихово мучење и ликвидације на тој пољани, које су починиле јединице резервног састава МУП-а под његовом командом.
Најпознатији случај је убиство у Загребу крајем 1991. године, када је у својој кући ликвидиран Михајло Зец, успешни загребачки месар, док су његова супруга Марија и дванаестогодишња ћерка Александра отети и хицима у главу убијени на Сљемену.
У јулу 2011. године „Јутарњи лист“ је објавио слике убијене Александре Зец и њене мајке Марије, што је изазвало велику пажњу јавности.
Преминуо је 16. новембра 2020. године.